# Carlo Rubbia
Carlo Rubbia [kárlo rúbja], italijanski fizik, * 31. marec 1934, Gorica, Furlanija - Julijska krajina, Italija.
Rubbia je leta 1984 skupaj z Van der Meerom prejel Nobelovo nagrado za fiziko kot priznanje za odločilni prispevek k velikemu projektu v CERN-u, ki je vodil k odkritju delcev polja bozonov W in Z, ki posredujeta šibko interakcijo. Raziskoval je v sinhrotronu na kraškem robu nad Trstom. 
Je dopisni član SAZU (od 2023) in Hrvaške akademije znanosti in umetnosti. Italijanski predsednik ga je imenoval za dosmrtnega senatorja v italijanskem parlamentu.